# Arbeitsgericht Breslau
Das Arbeitsgericht Breslau war ein Gericht der Arbeitsgerichtsbarkeit mit Sitz in Breslau.

## Geschichte
Gemäß Arbeitsgerichtsgesetz vom 23. Dezember 1926 wurden in Deutschland Arbeitsgerichte gebildet. Diese waren nur in der ersten Instanz organisatorisch selbstständige Gerichte, die Landesarbeitsgerichte waren den Landgerichten zugeordnet. Am Landgericht Breslau entstand so 1927 das Landesarbeitsgericht Breslau als eines von drei Landesarbeitsgerichten im Bezirk des Oberlandesgerichtes Breslau. In Breslau entstand das Arbeitsgericht Breslau. Sein Sprengel umfasste den Bezirk der Amtsgerichte Breslau, Canth, Neumarkt, Prausnitz, Trachenberg, Trebnitz, Winzig und Wohlau. Es bestanden drei Kammern für Arbeiter und je eine Kammer für Angestellte und für Handwerk. Daneben bestand eine Kammer für die Mitarbeiter der Reichsbahndirektion Breslau.
Nach der Besetzung Deutschlands durch die Alliierten wurden 1945 die Deutschen vertrieben und die Geschichte des Arbeitsgerichts Breslau endete.